# 妙雲寺 (台東区)

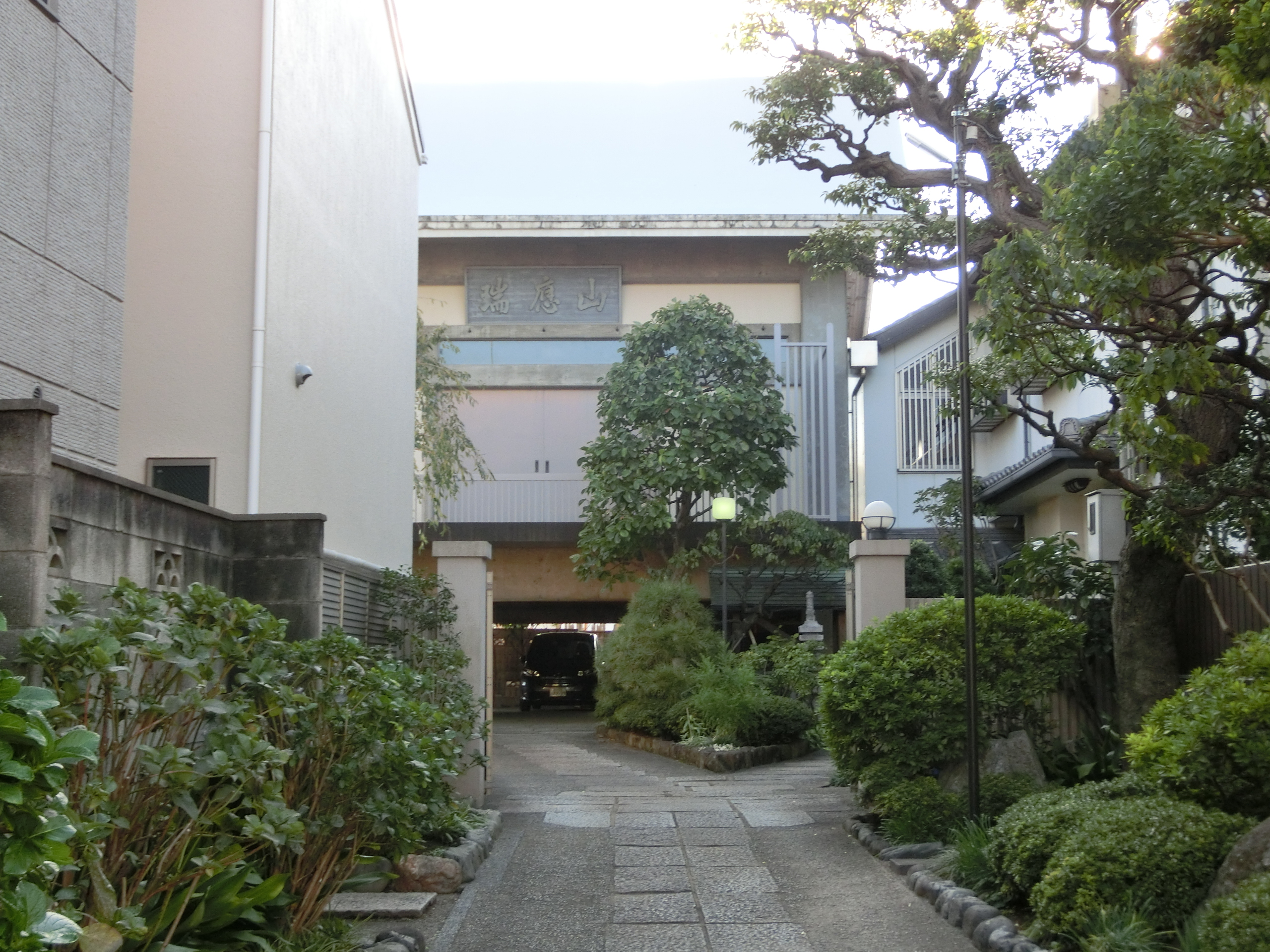
妙雲寺

妙雲寺（みょううんじ）は、東京都台東区谷中にある日蓮宗の寺院。山号は瑞応山。旧本山は身延山久遠寺、通師法縁。境内には佐々紅華（作曲家）、原舟月（人形師）等の墓所がある。むしば祈念の寺としても知られる。

## 歴史
元和5年（1619年）了雲院日登（寛永2年（1625年）没）を開山に創建された。
富山藩祖前田利次の母・天徳院が崇敬していた鬼子母神が、天徳院の没後に前田家の祈祷寺であった妙雲寺に寄進されたため、家臣の尊崇を受けた。
延宝・天和年中（1673年～1683年）頃、大道芸人で香具師の四代目・松井源水は、上野山や浅草寺境内で、大道芸の傍ら、歯磨き薬を売ったり歯の治療をしていた。源水が鬼子母神を信仰していたために、生涯一度もむし歯にならなかったといわれることから、「むしば祈念の寺」として知られ、次第に多くの人々が参詣に訪れるようになった。
現在の本堂は昭和46年（1971年）再建されたRC造の建築。

## 交通アクセス
- 千代田線根津駅より徒歩約9分（経路案内）。
- 日暮里駅より徒歩約9分（経路案内）。

## 参考資料
- 日蓮宗寺院大鑑編集委員会『宗祖第七百遠忌記念出版 日蓮宗寺院大鑑』大本山池上本門寺 (1981年)

座標: 北緯35度43分20秒 東経139度46分12秒 / 北緯35.72228度 東経139.76997度